# NGC 288
NGC 288（Melotte 3）は、ちょうこくしつ座の方向にある球状星団である。1785年10月27日にウィリアム・ハーシェルによって発見された。
すぐ北にNGC 253、15度南西にNGC 55がある。
周囲に明るい星がないが一度見つけて目が慣れれば淡い光斑はわかりやすい。6.5cm望遠鏡の40倍ではかなり大きく、一様な光芒の中になにやらボツボツし星の大集団という感じが強くなる。